# St.-Nikolai-Kirche (Limmer)

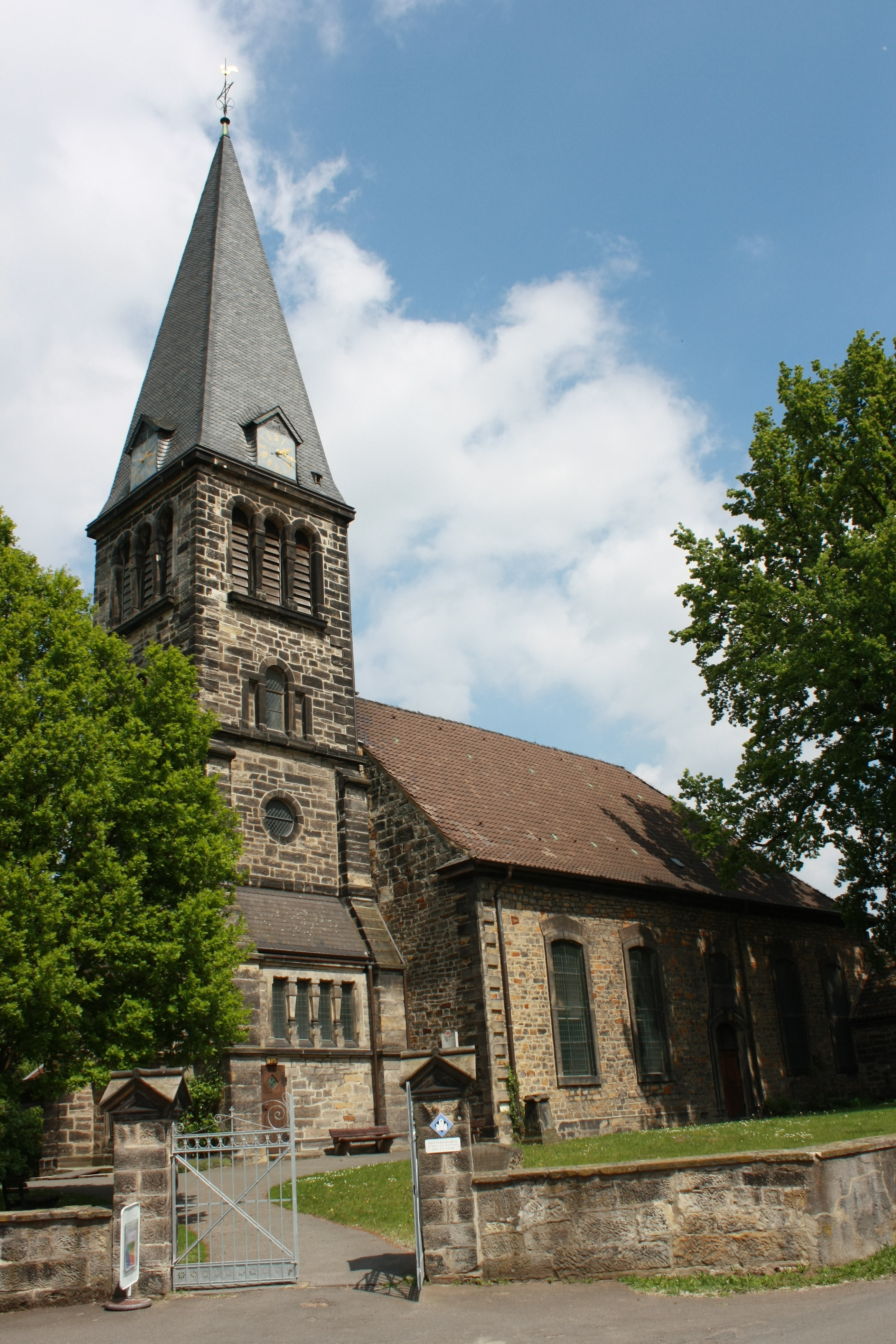
St.-Nikolai-Kirche

Die St.-Nikolai-Kirche in Hannover ist ein denkmalgeschützter Saalkirchenbau und gehört zur gleichnamigen evangelisch-lutherischen Kirchengemeinde in Hannover-Limmer. Standort der nach Nikolaus von Myra benannten Kirche ist die Sackmannstraße 26 im Stadtteil Limmer.

## Geschichte
Seit dem Jahr 1268 ist eine St.-Nikolai-Kirche in Limmer bekannt. Im Jahr 1328 wurde die Kirche dem Kloster Marienwerder angegliedert. Ab 1787 entstand die heutige Saalkirche, die im Oktober 1791 eingeweiht wurde. 1898 wurde der Turm erbaut und der Altarraum erweitert und 1910 der Innenraum neu gestaltet.
Während der Luftangriffe auf Hannover im Zweiten Weltkrieg wurde die Kirche 1943 stark beschädigt und 1945 nach dem Wiederaufbau neu geweiht. Heute gehört ihre Kirchengemeinde zum Stadtkirchenverband Hannover.

## Persönlichkeiten
- Der teilweise im Calenberger Platt predigende Pfarrer Jacobus Sackmann (1643–1718) wurde 1680 Pastor der Nikolaikirche.[3]

## Orgel

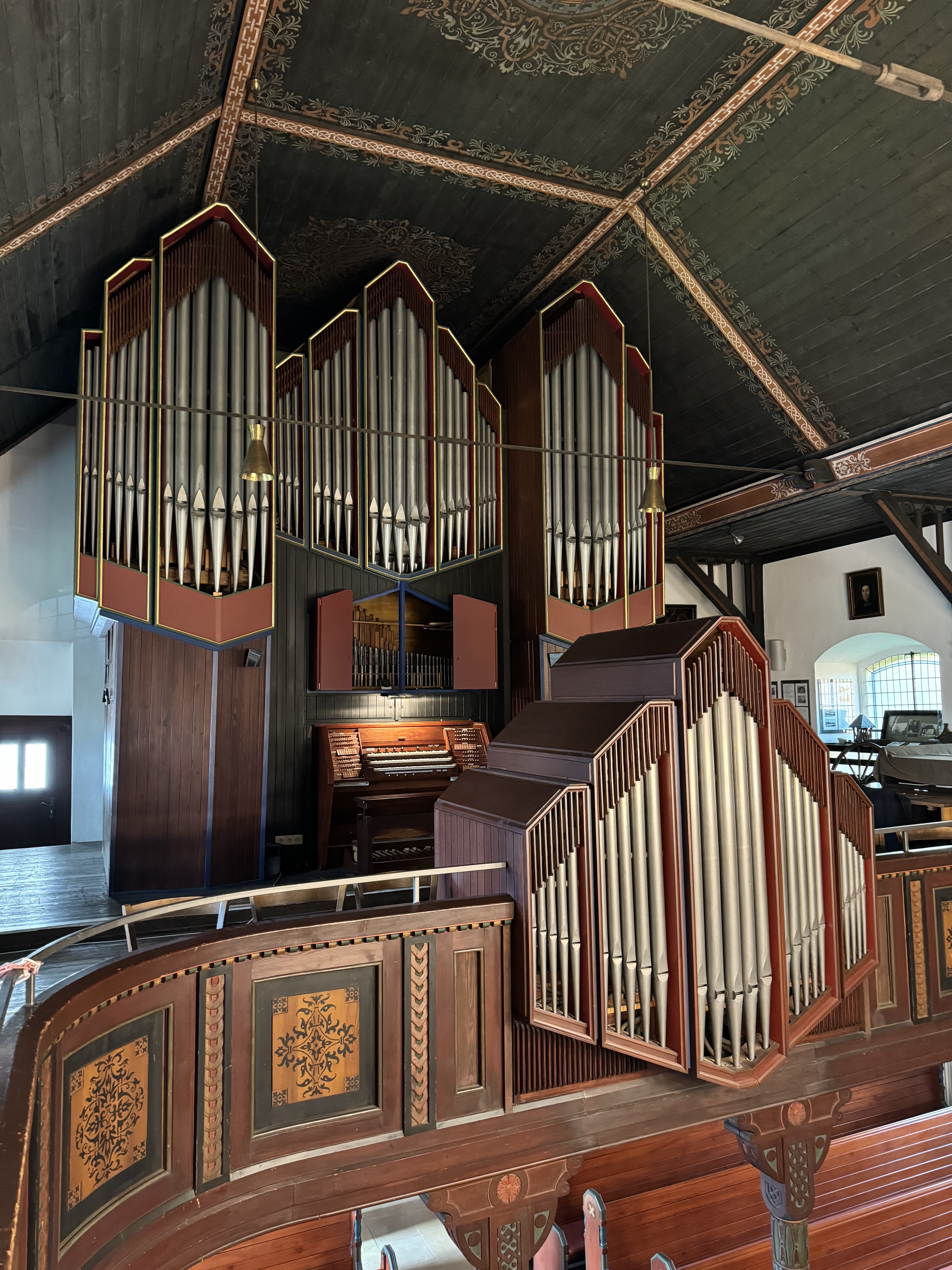
Orgel

Die Orgel wurde in den Jahren 1959–1966 durch den Orgelbauer Emil Hammer aus Hannover erbaut. Das Schleifladen-Instrument hat 32 Register auf drei Manualen und Pedal. Die Spieltrakturen sind mechanisch, die Registertrakturen elektrisch. 2017 fand eine Generalüberholung der Orgel statt, bei der u. a. die Klaviaturen, Windladen und Intonation (vor allem der Zungenpfeifen) überarbeitet wurden. Ebenso wurde eine Hebelmechanik mit Fußtritt für die Türen des Brustwerks eingebaut.
Die Disposition lautet:
| I Rückpositiv C–g3 |       |
| Gedackt            | 8′    |
| Principal          | 4′    |
| Spitzgedackt       | 4′    |
| Gemshorn           | 2′    |
| Quinte             | 1 ⁄3′ |
| Scharf IV–VI       | 2⁄3′  |
| Krummhorn          | 8′    |
| Tremulant          |       |

| II Hauptwerk C–g3 |       |
| Quintadena        | 16′   |
| Principal         | 8′    |
| Spillflöte        | 8′    |
| Octave            | 4′    |
| Rohrflöte         | 4′    |
| Nasard            | 2 ⁄3′ |
| Octave            | 2′    |
| Mixtur V–VII      | 1 ⁄3′ |
| Trompete          | 8′    |

| III Brustwerk C–g3 |       |
| Singgedackt        | 8′    |
| Gedackt            | 4′    |
| Waldflöte          | 2′    |
| Octave             | 1′    |
| Sesquialtera II    | 2 ⁄3′ |
| Zimbel III         | 1⁄3′  |
| Regal              | 8′    |
| Tremulant          |       |

| Pedal C–f1 |     |
| Subbass    | 16′ |
| Principal  | 8′  |
| Gedackt    | 8′  |
| Gemshorn   | 4′  |
| Nachthorn  | 2′  |
| Mixtur VI  | 2'  |
| Posaune    | 16′ |
| Trompete   | 8′  |
| Klarine    | 4′  |

- Koppeln: I/II, III/II, I/P, II/P
- 3 freie Kombinationen, Plenum-Knopf
- Schwelltritt für das Brustwerk